# Jasminum fruticans
Jasminum fruticans  es una planta de la familia de las oleáceas.

## Descripción
El jazmín silvestre (Jasminum fruticans) es un arbusto de 1 a 2 m de altura de tallos verdes y estriados. Hojas con 3 folíolos. Flores de corola amarilla de tubo largo y fruto pequeño, oval y de color negro. Florece a final de primavera y en verano.  

## Hábitat
Crece muy bien ocupando bordes de fincas, donde se amontonan las piedras de los campos de cultivo colindantes proporcionando un magnífico refugio a la fauna, sobre todo a las crías de liebres, conejos y perdices.

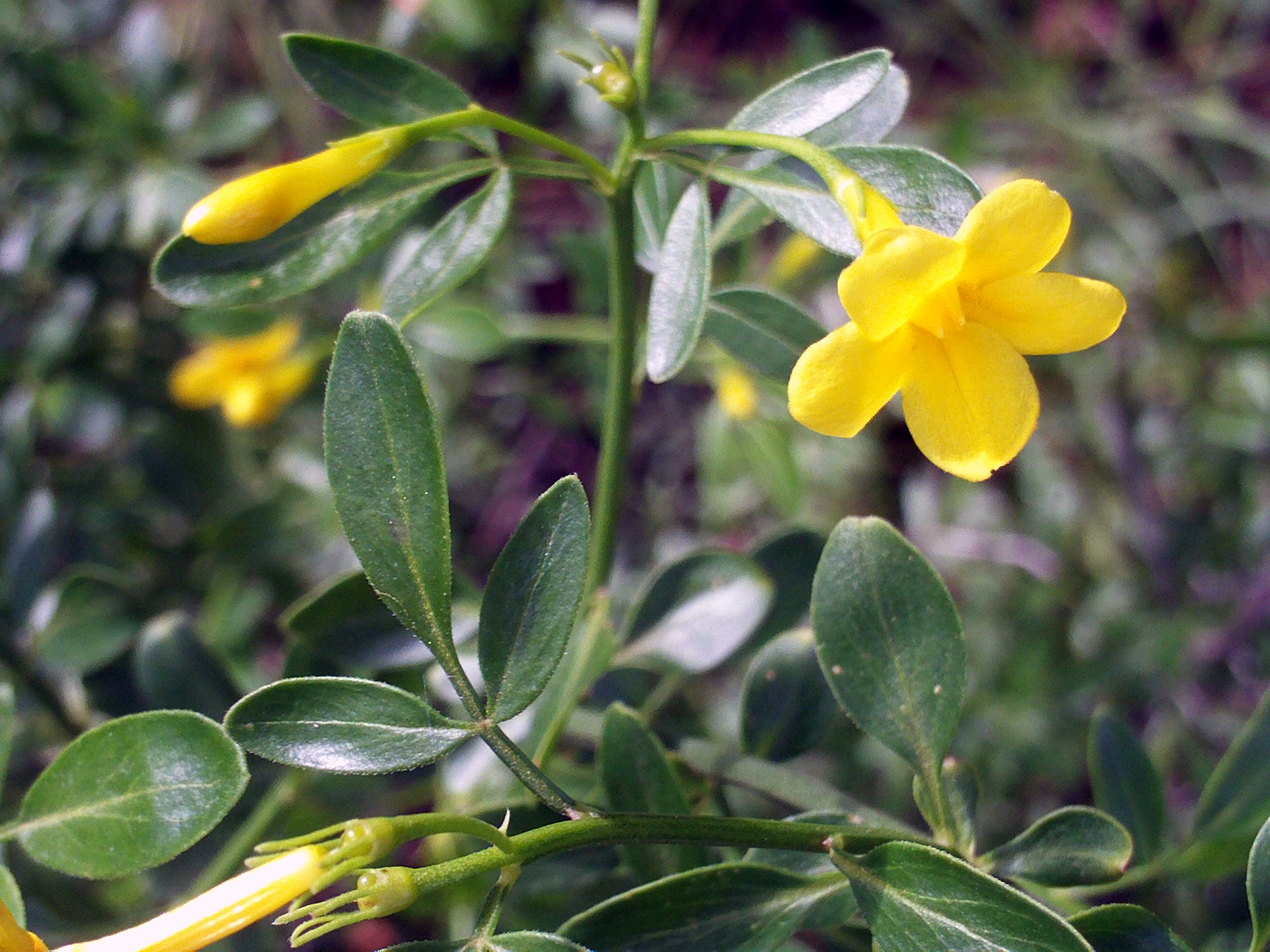
Jasminum fruticans en sierra Madrona.

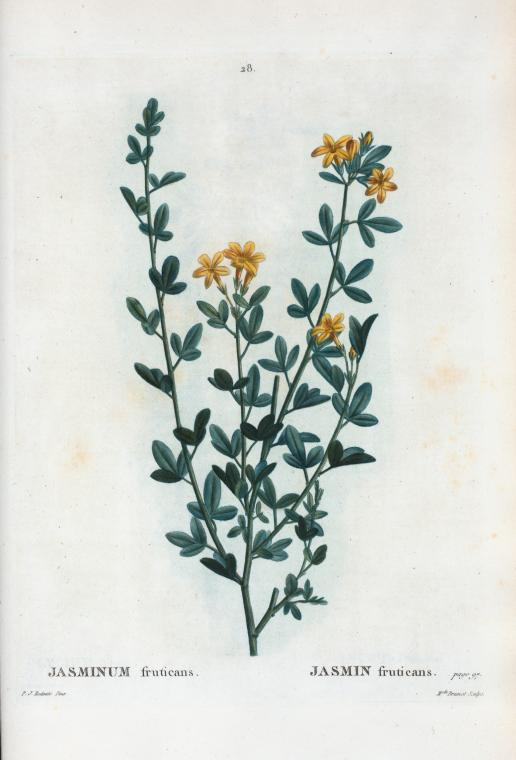
Ilustración

## Distribución
Es una planta típicamente mediterránea propia de zonas soleadas. Se extiende por España formando parte del sotobosque de encinares, alcornocales y de quejigares. 

## Taxonomía
Jasminum fruticans fue descrita por Carlos Linneo y publicado en Species Plantarum 1: 7. 1753.
Etimología
Ver: Jasminum
fruticans: epíteto latino que significa "arbustiva".
Sinonimia
- Jasminum collinum Salisb.
- Jasminum frutescens Gueldenst.
- Jasminum fruticosum Willd.
- Jasminum heterophyllum Moench
- Jasminum humile Gueldenst.
- Jasminum luteum Gueldenst.
- Jasminum mariae Sennen & Mauricio
- Jasminum syriacum Boiss. & Gaill.[3][4]

## Nombres comunes
- Castellano: aceiteras, bojecillo, celestina, gesmín, herba de la dolor de muelas, jamín silvestre, jasmín, jazminero, jazmines, jazminillo, jazminorro, jazmín, jazmín amarilla, jazmín amarillo, jazmín amarillo con bayas, jazmín de España, jazmín de monte, jazmín montuno, jazmín pajizo, jazmín silvestre, palillera, somedio, varetillas de chifle, varitas de San José, xasmín.[5]